# Кирија (филм)
„Кирија“ је југословенски филм из 1959. године. Режирао га је Славољуб Стефановић Раваси, а сценарио су писали Бранислав Нушић и Славољуб Стефановић Раваси.

## Улоге
| Глумац             | Улога |
| ------------------ | ----- |
| Стеван Максић      |       |
| Антоније Пејић     |       |
| Милан Срдоч        |       |
| Бранка Веселиновић |       |